# Лито виловито
Лито Виловито је југословенски филм из 1964. у режији Обрада Глушчевића. Главне улоге тумаче Љубиша Самарџић, Десанка Беба Лончар и Милена Дравић, Борис Дворник, Милутин Мићовић.

## Синопсис
Филм је прича о љубавним догодовштинама тројице младих далматинских галебова у "акцији" освајања странкиња.
Туристичка сезона у далматинском градићу. Три младића отпочињу, свако на свој начин, акцију освајања странкиња. Главни је Дон Жуан, који импонује осталој двојици а они се труде да га достигну.
Један од њих, главни "Дон Жуан", импонује осталој двојици, и они се труде да га достигну. На крају, главни заводник бива заведен и жени се. Други се враћа својој девојци, а трећи младић се озбиљно заљубљује у странкињу која одлази.

## Улоге
| Глумац            | Улога                                |
| ----------------- | ------------------------------------ |
| Беба Лончар       | Маја                                 |
| Милена Дравић     | Маре                                 |
| Милутин Мићовић   | Пјеро                                |
| Љубиша Самарџић   | Вице                                 |
| Борис Дворник     | Иве                                  |
| Коле Ангеловски   | Мали                                 |
| Дејан Дубајић     | Нико                                 |
| Карло Булић       | Ђиђи                                 |
| Бранка Стрмац     | Хани                                 |
| Андро Марјановић  | Човјек који сједи у бријачници       |
| Асја Кисић        | Шјора Роза (као Асја Ђурђевић Кисић) |
| Павле Вугринац    | Брицо                                |
| Јосип Генда       | Млади галебар                        |
| Вера Орловић      | Загрепчанка с плаже                  |
| Тана Маскарели    | Шјора Марија                         |
| Божидар Враницки  | Фотограф                             |
| Зорица Гајдаш     | Хелга                                |
| Јожа Шеб          | Загрепчанин с плаже                  |
| Даница Цвитановић | Шјора која крпи заставу за процесију |

## Награде
- На Пулском фестивалу Милена Дравић награђена је Сребрном ареном за епизоду улогу[4][5]
- Пула 64' - Посебна диплома за режију[4]
- Награда Филмског света за најбољег дебитанта Милутину Мићовићу[4]
- Готвалдово 65' - 2. награда[4]